# Шубарсу
Шубарсу (каз. Шұбарсу) — село в Ордабасинском районе Туркестанской области Казахстана. Административный центр и единственный населённый пункт сельского округа Шубарсу. Код КАТО — 514657100.

## История
Село образовано в 2001 году на территории дачного массива Шубарсу в Шубаровском сельском округе. 

## Население
По данным переписи 2009 года, в селе проживало 16 350 человек (8209 мужчин и 8141 женщина). По данным переписи 2021 года, в селе проживало 32 390 человек (16 384 мужчин и 16 006 женщин).
| Численность населения | Численность населения |
| 2009                  | 2021                  |
| --------------------- | --------------------- |
| 16 350                | ↗32 390               |